# Kerema (Pühalepa)
Kerema − wieś w Estonii, w prowincji Hiuma, w gminie Pühalepa.